# 安德斯·贝林·布雷维克
安德斯·贝林·布雷维克（挪威語：Anders Behring Breivik，發音：[ˈɑ̂nːəʂ ˈbêːrɪŋ ˈbræ̂ɪviːk] ⓘ；1979年2月13日—）是一位挪威種族主義恐怖攻擊罪犯，2011年7月22日發生的2011年挪威爆炸和槍擊事件之行凶者。在此次恐怖襲擊中，挪威奧斯陸市中心首相辦公室附近的汽車炸彈被引爆，造成8人死亡，30人受傷。随后，在奥斯陆郊外烏托亞島上，布雷维克持枪袭击了挪威工黨青年營的參與者，造成69人死亡，66人受傷。由此，布雷维克实施了史上最嚴重的連環槍殺案。於2011年7月，有多個媒體來源指出，布雷維克極有可能會被發監至哈爾登監獄服刑。但是實際上，從被判決的次日（2012年8月25日）起，布雷維克就被關押在挪威的伊拉監獄。
從2015年8月起，奧斯陸大學開始透過遠端數位教學向他授課，布雷維克正式成為奧斯陸大學的學生，但是獄方保證不會讓他有進入校園的機會，也不會讓他接觸任何學生或是教職員工。

## 生平
布雷维克出生於挪威奧斯陸，曾在商業學院學習商業管理，後居住在挪威东部開辦農場，從事农产品生意。報章報導布雷维克仍然單身，興趣是健身和打獵，也喜歡玩電玩，如魔獸世界、決勝時刻：現代戰爭2。
布雷维克好研究政治社會問題，思想傾向於基督教恐怖主义，也是當地槍會成員，名下有两把获得注册的武器，经常上网发表一些“極右派言论”。他还是瑞典新纳粹网上论坛的会员，网名Nordisk。1999年加入挪威右翼政党挪威进步党，屡次在网上发表强烈的國家主義言论，批评挪威的移民政策太过宽松，反对不同背景的人生活在一起。
布雷維克在襲擊當天發布在網際網路的《2083——歐洲的獨立宣言》（2083 – A European Declaration of Independence）描述了自己的極右激進意識形態，該份宣言是用他的化名Andrew Berwick發布的。他的極端民族主義宣言表露了他仇外的世界觀，並包括對文化保守主義、右翼民粹主義、反伊斯兰穆斯林文化、極右錫安主義以及塞尔维亚副军国主义不同程度的支持。而且支持暴力消滅伊斯蘭教、文化馬克思主義和多元文化政策，以保護基督教歐洲的文化。
布雷維克承認了他所謂「殘暴但必要」的行為，但否認觸犯了法律。布雷維克聲稱與挪威和國際性極右政治運動取得聯繫，而且屬於一個國際性反穆斯林網路的兩個在挪威和在別國的更多基層組織。警察與專家懷疑這些聲明，但沒能完全地駁回它們。
2011年7月25日，布雷維克被控犯有「顛覆或破壞社會基本運轉」和「致使群眾嚴重恐懼」，實施刑法中規定的恐怖主義行為，被暂时拘押八周，其中前四周单独关押以配合司法调查。檢察官在考慮控告他犯有一項2008年法律內的危害人類罪。
2011年挪威爆炸和枪击事件裡他承認是自己所為。然而在無死刑與沒有無期徒刑的挪威，他多只會面臨高21年的监禁，並且關7年就可外出度周末不受監控，關14年便可獲得假釋的資格。而挪威法律規定若受刑人被認為對社會仍具有危險，刑滿後仍可以被延長監禁，每5年延長刑期1次，而形成實質的終身監禁。
布里維克自入獄後（2012年8月25日起，關押在挪威的伊拉監獄）便住在一間由三間房間組成的小套房，共約10坪。他一早吃完早餐後便可以看報紙、有跑步機可以健身，甚至還可以使用電腦，但為了避免與外界溝通，書房的電腦並不能上網。
挪威法庭裁定，布雷維克犯案時頭腦清醒，判處他最高的21年監禁。
服刑期間，布雷维克表示自己支持唐纳德·特朗普。

### 後續爭議
布雷維克入獄後，認為他在獄中的待遇違反了人權。列舉出各種不滿，由日常生活上的不適到比較嚴重的問題都有。如獄方供應的奶油不夠塗滿麵包、只有PS2可以玩沒有PS3或PS4、只有涼咖啡可喝，囚室中沒有潤膚霜，同時囚室欠缺裝潢又沒有景觀令他沮喪。他還埋怨，他在押解時必須戴上的手銬太銳利，會「陷入他的手腕」。
布雷維克控告挪威政府虐待他，像是伙食不夠好、獨自囚禁過久，會見訪客親友律師必須隔著玻璃，而且PS2版本老化且不能联网，不能满足自己玩使命召唤的需求，結果布雷維克勝訴，但獄方没有满足其联网的需求，只是升级了版本。

## 相關
- 2011年挪威爆炸和枪击事件
- 此次恐怖事件被翻拍成電影《0722：極右挪威》